# Inhibicja
Inhibicja – zmniejszanie szybkości reakcji chemicznej spowodowane dodatkiem substancji (inhibitora) wpływającej na stężenie reagentów, katalizatora lub produktu pośredniego.
Bywa ona niepoprawnie nazywana katalizą ujemną, a inhibitor bywa niepoprawnie nazywany katalizatorem ujemnym.
W biochemii funkcjonuje pojęcie stałej inhibicji, Ki, która jest stałą dysocjacji kompleksu enzym–inhibitor dla reakcji RI  ⇄  R + I.